# Nigramma pyraloides
Nigramma pyraloides là một loài bướm đêm trong họ Noctuidae.